# 封印作品
封印作品（ふういんさくひん）は、何らかの事情により公開できなくなった（とされている）作品を指す一種の俗語である。

## 概要
文学、漫画、アニメ、映画、テレビ番組、歌謡曲その他の作品の中には、製作あるいは公開された後、市場原理による淘汰を除く、「特別な支障」（後述）が生じたために公開・流通・配信がなされなくなった、あるいは「封印」（欠番）の理由を述べないまま公開をストップすることがままあり、背景には「特別な支障」が存在しているのではないかと噂されている作品が存在する。
需要の有無や、作品の人気と無関係に公開・流通・配信が止められるため、かえって読者・視聴者の興味を惹き、かつて正規ルートで出回っていた単行本・映像ソフトが中古市場で高値をつけたり、海賊版のビデオ・DVDが出回るなどの闇市場が形成されている事例もある。また、YouTubeなどの動画投稿サイトにて無断配信されている場合もある。
過去にはインターネットオークションでこのような海賊版も大量に出品されていたが、監視と規制が強化されたため、見かけることは少なくなった（たとえ非公開の作品であれ、著作権を有することに変わりはないため）。
ルポライターの安藤健二もその範疇に含まれるいくつかの作品について「封印作品」（「お蔵入り」とも）と称して取材を行い、『封印作品の謎』・『封印作品の謎2』として単行本にまとめた。
それ以降、トラブルを抱えたがために公開・流通に何らかの影響が出た著作物と関連づけて「封印作品」という語は、頻繁に用いられるようになってきている。

### 問題点
上記のように便宜的に用いられている語であり、何をもって「封印作品」とみなすのか、なぜ「封印作品」「欠番」としたのか、原作者や制作スタッフも（公式の場で）その理由を語らないため、必ずしも共通の理解がされているわけではない。
『封印作品の謎2』で紹介された『キャンディ・キャンディ』について、安藤の取材を受けた原作者の水木杏子（名木田恵子）は、「『封印』という呼び方は適当ではない」という旨の発言をしている。これは、「封印」という言葉を使うと、誰かが意図的に作品の公開を妨げているとの印象があるが、『キャンディ・キャンディ』に関しては「問題が解決され、再び公開されることを望んでいるから」と述べている。
原板メディアの不良が発生して再生が困難、または原板自体が紛失した場合については、1970年代後半頃まで記録用のVTRやフィルムの質が低く、また使い回しが多かったなどの物理的事情もあることから、意図的な理由による「封印作品」とは異なる。

## 封印作品の例
安藤が「封印作品」として著書で取り上げている以下の作品のみ記載。「※」がついているのは「封印作品」や「欠番」とされた理由と経緯が公式で説明され、また何らかの措置（作品の打ち切り、絶版、制作スタッフによる謝罪、掲載誌の回収など）が執られた作品を示す。
作品自体の例
- サンダーマスク
- ドラえもん（日テレ版・アニメ第1作）
- ノストラダムスの大予言（1974年の映画版）
- ウルトラ6兄弟VS怪獣軍団
- キャンディ・キャンディ（前述の通り原作のイラストのみが該当）※

一部（欠番回が存在する作品、欠番の理由を明言している作品など）のみの例
- ウルトラセブン 第12話「遊星より愛をこめて」※
- 怪奇大作戦 第24話「狂鬼人間」
- ブラック・ジャック 第28話「指」、第41話「植物人間」、第58話「快楽の座」
- ポケットモンスター 第38話「でんのうせんしポリゴン」※
- 涼宮ハルヒの憂鬱（みずのまことによる漫画版）（第6話以降が単行本未収録）